# Litoria becki
Litoria becki – gatunek płaza bezogonowego z podrodziny Pelodryadinae w rodzinie rzekotkowatych (Hylidae). Jest endemitem gór Nowej Gwinei.

## Taksonomia
Taksonomia tego gatunku i pokrewnych nie jest najpewniejsza.

## Występowanie
Litoria becki jest gatunkiem endemicznym, występuje bowiem jedynie w Papui-Nowej Gwinei, przy czym ogranicza się tu także do kilku miejsc, wśród których wymienić można Górę Wilhelma (gdzie znajduje się miejsce typowe) oraz prawdopodobnie Mount Giluwe i Mount Hagen. Ten wysokogórski gatunek spotykano w przedziale wysokości 3000–3700 metrów nad poziomem morza.
Siedlisko tego stworzenia stanowią tropikalne wilgotne lasy górskie i łąki, gdzie występuje w pobliżu strumieni.

## Status zagrożenia
W Czerwonej księdze gatunków zagrożonych IUCN Litoria becki od 2020 roku klasyfikowany jest jako gatunek najmniejszej troski (LC, ang. Least Concern); wcześniej, od 2004 roku uznawano go za gatunek narażony (VU, ang. Vulnerable).
Liczebność populacji ani jej trend nie są znane, jednak płaz ten zamieszkuje rejony w małym stopniu dotknięte ingerencją człowieka i raczej nic mu nie zagraża. Wśród potencjalnych zagrożeń dla tego płaza wymienia się chytridiomikozę (grzybicę), atakującą wiele gatunków płazów, ale jak dotąd brak jest potwierdzonych przypadków tej choroby u tego gatunku.